# Мирослав Косев (футболист)
Мирослав Косев е бивш български футболист, офанзивен полузащитник.

## Биография
Роден е на 9 юли 1974 г. в Бургас. Играл е за тимовете на Нефтохимик и Черноморец.
В А група има 143 мача и 40 гола. Полуфиналист за купата на страната през 1995 г. и носител на Купата на ПФЛ през 1996 г. с Нефтохимик. Има 6 мача и 1 гол за младежкия национален отбор.
От 2010 до 2011 г. е помощник треньор на Левски (София), като част от екипа на Ясен Петров. За периода от декември 2013 до август 2018 година работи в Китай, където е помощник треньор последователно в Шъдзяджуан Евър Брайт и Бейжин Ентърпрайсиз. С Шъдзяджуан печели промоция за висшата лига на Китайското футболно първенство през 2014г.  Кариерата си продължава като асистент в отборите на Крумовград през 2022г. и на ЦСКА 1948 през 2023г. Притежава УЕФА ПРО Лиценз. От 23 декември 2023 г. е помощник-треньор на Черноморец 1919 (Бургас).

## Статистика по сезони
| Сезон   | Отбор      | Първенство | Мачове | Голове |
| ------- | ---------- | ---------- | ------ | ------ |
| 1993/94 | Нефтохимик | Б група    | 7      | 1      |
| 1994/95 | Нефтохимик | А група    | 18     | 2      |
| 1995/96 | Нефтохимик | А група    | 23     | 2      |
| 1996/97 | Черноморец | Б група    | 31     | 4      |
| 1997/98 | Черноморец | Б група    | 27     | 5      |
| 1998/99 | Черноморец | Б група    | 29     | 6      |
| 1999/00 | Черноморец | А група    | 24     | 2      |
| 2000/01 | Черноморец | А група    | 17     | 2      |
| 2001/02 | Черноморец | А група    | 27     | 3      |
| 2002/03 | Нафтекс    | А група    | 20     | 5      |
| 2003/04 | Нафтекс    | А група    | 14     | 3      |
| 2009/10 | Нефтохимик | В група    | ?      | 5      |